# 보육시설 평가인증제
보육시설 평가인증제는 2005년 3월부터 시범적으로 시행되고 있는 제도로 영유아에게 전문적인 보호와 수준 높은 보육서비스를 제공하기 위하여 평가인증지표를 기준으로 보육시설의 현재 수준을 점검하고 개선한 후 국가가 평가하여 인증을 부여하는 제도이다.